# Edward Calvin Kendall
Edward Calvin Kendall (Norwalk, 8 de março de 1886 — Princeton, 4 de maio de 1973) foi um bioquímico estadunidense.
Foi agraciado com o Nobel de Fisiologia ou Medicina de 1950, por isolar a tiroxina da tireóide. Estudou a estrutura e os efeitos biológicos dos hormônios supra-renais.
Kendall era bioquímico na Escola de Pós-Graduação da Fundação Mayo na época da premiação. Ele recebeu sua educação na Universidade de Columbia. Depois de se aposentar de seu emprego na Fundação Mayo, Kendall ingressou no corpo docente da Universidade de Princeton, onde permaneceu até sua morte em 1972. A Kendall Elementary School, em Norwalk, foi batizada em sua homenagem.

## Juventude e educação
Kendall nasceu em South Norwalk, Connecticut, em 1886. Ele frequentou a Universidade de Columbia, obtendo um diploma de bacharel em ciências em 1908, um mestrado em química em 1909 e um doutorado. em Química em 1910.

## Carreira de pesquisa
Depois de obter seu Ph.D., seu primeiro trabalho foi pesquisando para a Parke, Davis and Company, e sua primeira tarefa foi isolar o hormônio associado à glândula tireoide. Ele continuou sua pesquisa no Hospital St. Luke's em Nova York até 1914. Ele foi nomeado Chefe da Seção de Bioquímica na Escola de Graduação da Fundação Mayo, e no ano seguinte foi nomeado Diretor do Divisão de Bioquímica.
Kendall fez várias contribuições notáveis para a bioquímica e a medicina. Sua descoberta mais notável foi o isolamento da tiroxina, embora não tenha sido o trabalho pelo qual recebeu mais elogios. Junto com associados, Kendall estava envolvido com o isolamento da glutationa e determinando sua estrutura. Ele também isolou vários esteroides do córtex da glândula adrenal, um dos quais foi inicialmente chamado de Composto E. Trabalhando com o médico da Mayo Clinic Philip Showalter Hench, o Composto E foi usado para tratar a artrite reumatoide. O composto foi eventualmente denominado cortisona. Em 1950, Kendall e Hench, junto com o químico suíço Tadeus Reichstein, receberam o Prêmio Nobel de Fisiologia ou Medicina de 1950 por "suas descobertas relacionadas aos hormônios do córtex adrenal, sua estrutura e efeitos biológicos". Sua palestra no Nobel se concentrou na pesquisa básica que o levou ao prêmio e foi intitulada "O desenvolvimento da cortisona como agente terapêutico". A partir dos prêmios de 2010, Kendall e Hench foram os únicos ganhadores do Prêmio Nobel a serem afiliados à Clínica Mayo.
A carreira de Kendall em Mayo terminou em 1951, quando ele atingiu a idade de aposentadoria obrigatória. Ele mudou-se para a Universidade de Princeton, onde foi professor visitante no Departamento de Bioquímica. Ele permaneceu afiliado a Princeton até sua morte em 1972.

## Vida familiar
Kendall se casou com Rebecca Kennedy em 1915, e eles tiveram quatro filhos. Ele morreu em 1972 em Princeton, New Jersey; sua esposa morreu em 1973.